# Gai Escriboni Curió (cònsol)
Gai Escriboni Curió (en llatí: Gaius Scribonius Curio Burbulieus; ? - 53 aC) era fill del pretor Gai Escriboni Curió que l'any 100 aC, quan va ser assassinat el sediciós tribú Luci Apuleu Saturní, va donar suport als cònsols. Formava part de la gens Escribònia, d'origen plebeu, i de la família dels Curió.
Va ser un orador notable alabat per Ciceró, però no tenia grans coneixements ni memòria i això li va impedir ser considerat com un dels grans oradors. L'any 90 aC, en esclatar la Guerra màrsica, era tribú de la plebs. Després va servir a l'exèrcit de Sul·la durant la guerra a Grècia contra el general Arquelau, un dels generals de Mitridates VI Eupator, i després de la conquesta d'Atenes va assetjar al tirà Aristió a l'acròpoli.
L'any 82 aC va ser investit pretor i el 76 aC va ser elegit cònsol juntament amb Gneu Octavi. Al final del seu mandat va rebre la província de Macedònia i va fer una guerra que va durar tres anys contra el poble dels dàrdans i el poble dels mesis, al nord de la província, obtenint diverses victòries. Va ser el primer general romà que va arribar fins al Danubi en aquesta zona. En tornar a Roma (71 aC) va celebrar un triomf. Va participar en la vida política romana i es va oposar a Juli Cèsar. Era amic íntim de Ciceró al que va donar suport en les mesures contra els participants en la conspiració de Catilina (63 aC). En el judici de Publi Clodi per violació contra la Bona Dea, Curió va defensar Clodi, i Ciceró va atacar Curió i Clodi en els seus discursos dels quals es conserven considerables fragments, però no per això es va trencar la seva amistat, i Ciceró deia d'ell que era un dels pocs bons ciutadans romans. L'any 57 aC va ser nomenat pontífex màxim, i va morir quatre anys més tard, el 53 aC.